# James Chester
James Grant Chester (* 23. ledna 1989, Warrington) je bývalý velšský fotbalista, obránce. S velšskou fotbalovou reprezentací získal bronzovou medaili na mistrovství Evropy v roce 2016, nastoupil ve všech šesti velšských utkáních na turnaji. Za národní tým prvně nastoupil v roce 2014, naposledy v roce 2018. Celkem za reprezentaci odehrál 35 utkání. V letech 2007–2011 byl kmenovým hráčem Manchester United, ovšem absolvoval četná hostování (Peterborough United, Plymouth Argyle, Carlisle United), dále hrál za Hull City (2011–2015), West Bromwich Albion (2015–2016), Aston Villu (2016–2020), Stoke City (2020–2022), Derby County (2022–2023), Barrow (2023–2024) a Salford City (2024–2025). S Manchesterem se stal mistrem Anglie v sezóně 2008-09.